# Lhotshampa
Els lotshampa són un poble (estrictament una minoria) del sud de Bhutan.
El 1958, els emigrants nepalesos al sud del país (alguns eren allí des de feia generacions) van obtenir la ciutadania bhutanesa. Eren coneguts com els lotshampes. Als anys cinquanta van fundar el Bhutan State Congress, amb el suport del Partit del Congrés del Nepal, però va obtenir molt poc suport i el partit es va acabar dissolent.
Després del 1958, els emigrants nepalesos (i de religió hindú) van seguir arribant massivament als anys seixanta i setanta, amenaçant la primacia ètnica dels drukpa i la religiosa del budisme.
El 1975, l'Índia va annexionar Sikkim amb el suport de la població d'origen nepalès. Després les activitats dels gurkhes (el Gurkha National Front) a l'Índia, reclamant un estat gurkha, va estimular als nepalesos del sud de Bhutan.
El 1988 Bhutan va iniciar un cens per diferenciar els nepalesos amb ciutadania i els que havien arribat després i tenien la consideració d'emigrants il·legals. Els nepalesos es van sentir amenaçats, ja que suposaven que serien expulsats. Les protestes van tenir caire polític; el govern va prendre algunes mesures poc afortunades (com la imposició de la vestimenta, de la llengua, o dels preceptes budistes) que van provocar el rebuig dels nepalesos. Es va fundar el Partit Popular del Bhutan (Bhutan Peoples Party) que reclamava l'establiment de la monarquia constitucional i alguns drets pels nepalesos entre ells el de portar el tradicional khukri (ganivet gurkha).
El 1990 els lotshampes van iniciar l'activitat armada i milers de nepalesos lotshampes van haver de fugir cap al Nepal. La guerrilla fou molt activa del 1991 al 1993. Després quasi va desaparèixer.
El gener de 1995 activistes dels drets humans (organitzacions BCDM, HUROB -Human Rights Organization of Bhutan, dirigida per S. B. Shuba- i el Partit Popular de Bhutan) es van manifestar a l'Índia i foren detinguts.
El juliol de 1996 es va formar el Front Unit per la Democràcia al Bhutan (United Front for Democracy in Bhutan, UFD), amb objectius democratitzadors i per la repatriació al Bhutan dels refugiats. Aquest Front estava format pel Partit Democràtic del Bhutan (Bhutan Democratic Party, BDP), el Partit Nacional Democràtic del Bhutan (Bhutan National Democratic Party, BNDP) de D. B. N. Dhalak, i el Congrés Nacional Druk (Druk National Congress, DNC), essent el líder comú el president del darrer, Rongthong Kunley Dorji. Aquests partits han estat prohibits pel govern de Bhutan acusats d'antinacionals.